# Irwiniella javana
Irwiniella javana är en tvåvingeart som beskrevs av Krober 1912. Irwiniella javana ingår i släktet Irwiniella och familjen stilettflugor. Inga underarter finns listade i Catalogue of Life.